# Naxxar
Naxxar (malt. il-Naxxar, wym. [ɪl nɐʃːɐr]) – jedna z jednostek administracyjnych na Malcie. Mieszka tutaj 13 443 osób. Położona jest w północnej części wyspy Malty. Znajduje się tutaj wzgórze Magħtab oraz instalacja Malta–Sicily interconnector. Przez miejscowość przebiega Naxxar Entrenchment, linia obronna piechoty oraz Victoria Lines, linia fortyfikacji obronnych.

## Turystyka
- Kolegiata Narodzenia Najświętszej Maryi Panny z 1630 roku
- Reduta Ximenes z 1716 roku
- Reduta Baħar iċ-Ċagħaq z 1716 roku
- Wieża Kapitana z 1550 roku
- Wieża Gauci z 1548 roku
- Wieża Għallis z 1659 roku
- Wieża św. Marka z 1659 roku
- Palazzo Parisio, pałac z 1733 roku
- Palazzo Nasciaro z XVIII wieku
- Domek myśliwski Hompescha, XVIII wieczny budynek łowiecki
- Ta' Cisju Farmhouse, XVIII wieczny budynek wiejski
- Katakumby Salina (Salina Catacombs)
- Tal-Qadi, ruiny megalitycznej świątyni
- Mediterraneo Marine Park, morski park rozrywki
- Splash & Fun Water Park, aquapark

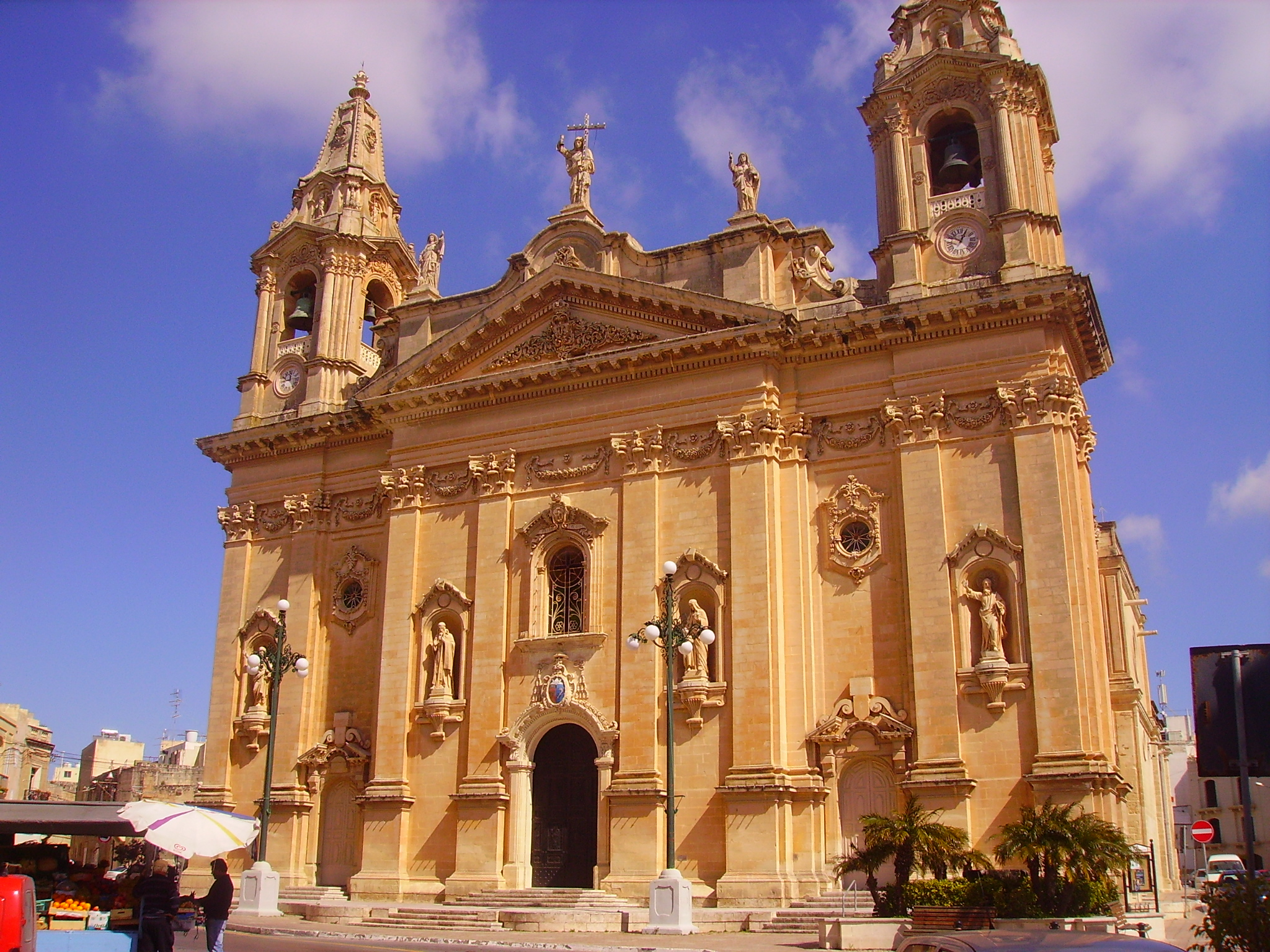
Kolegiata Narodzenia Najświętszej Maryi Panny
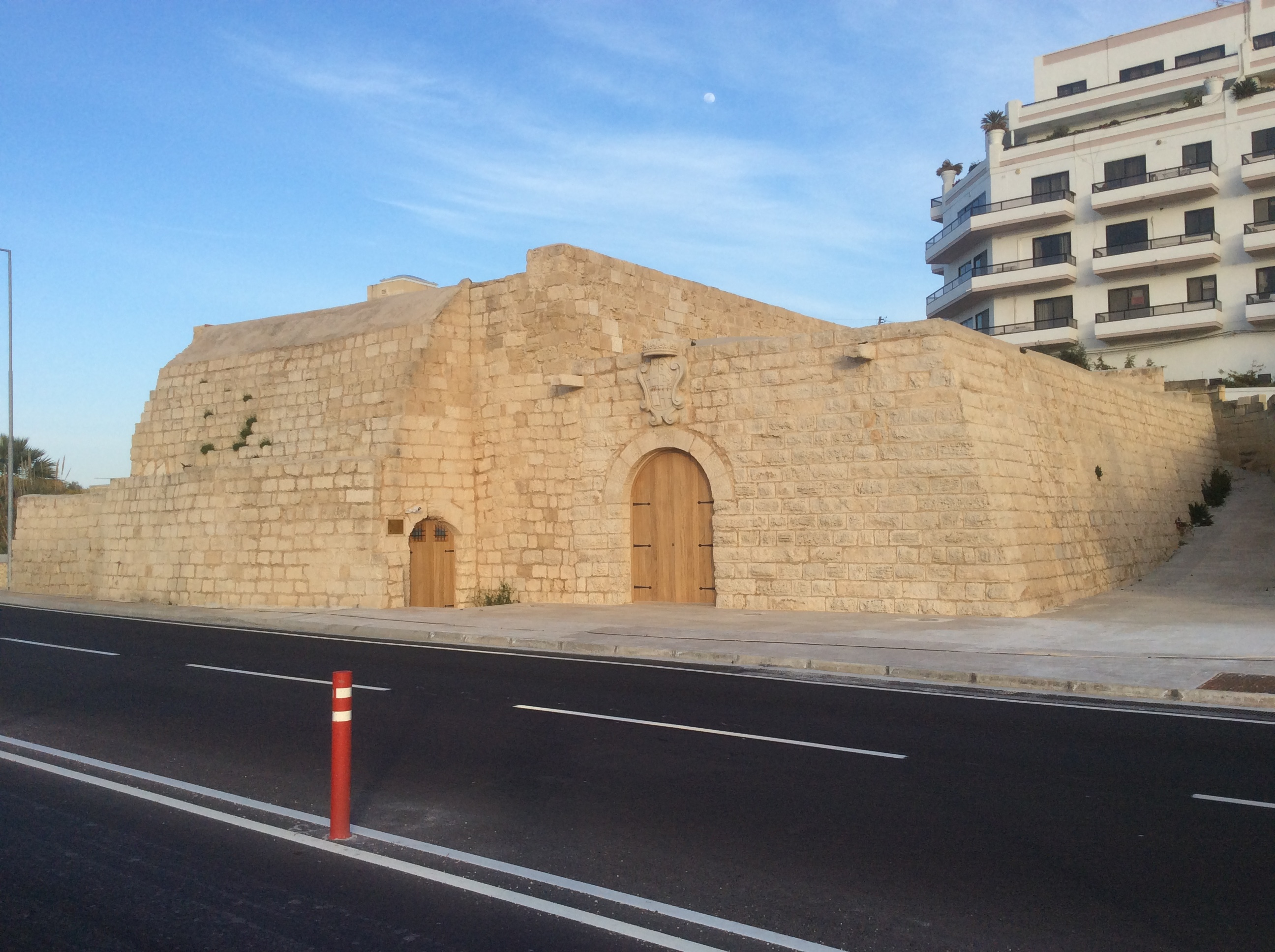
Reduta Ximenes
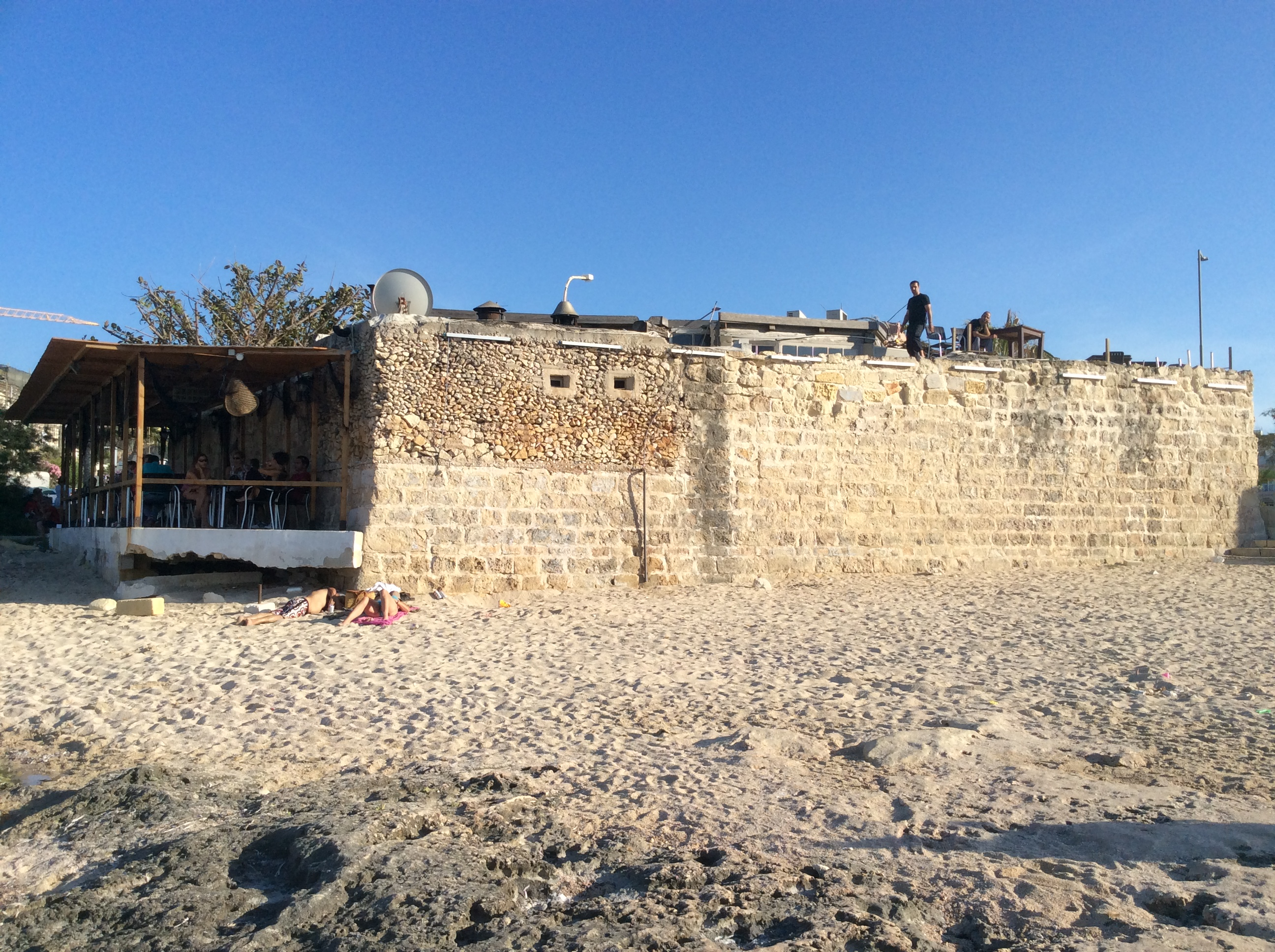
Reduta Baħar iċ-Ċagħaq
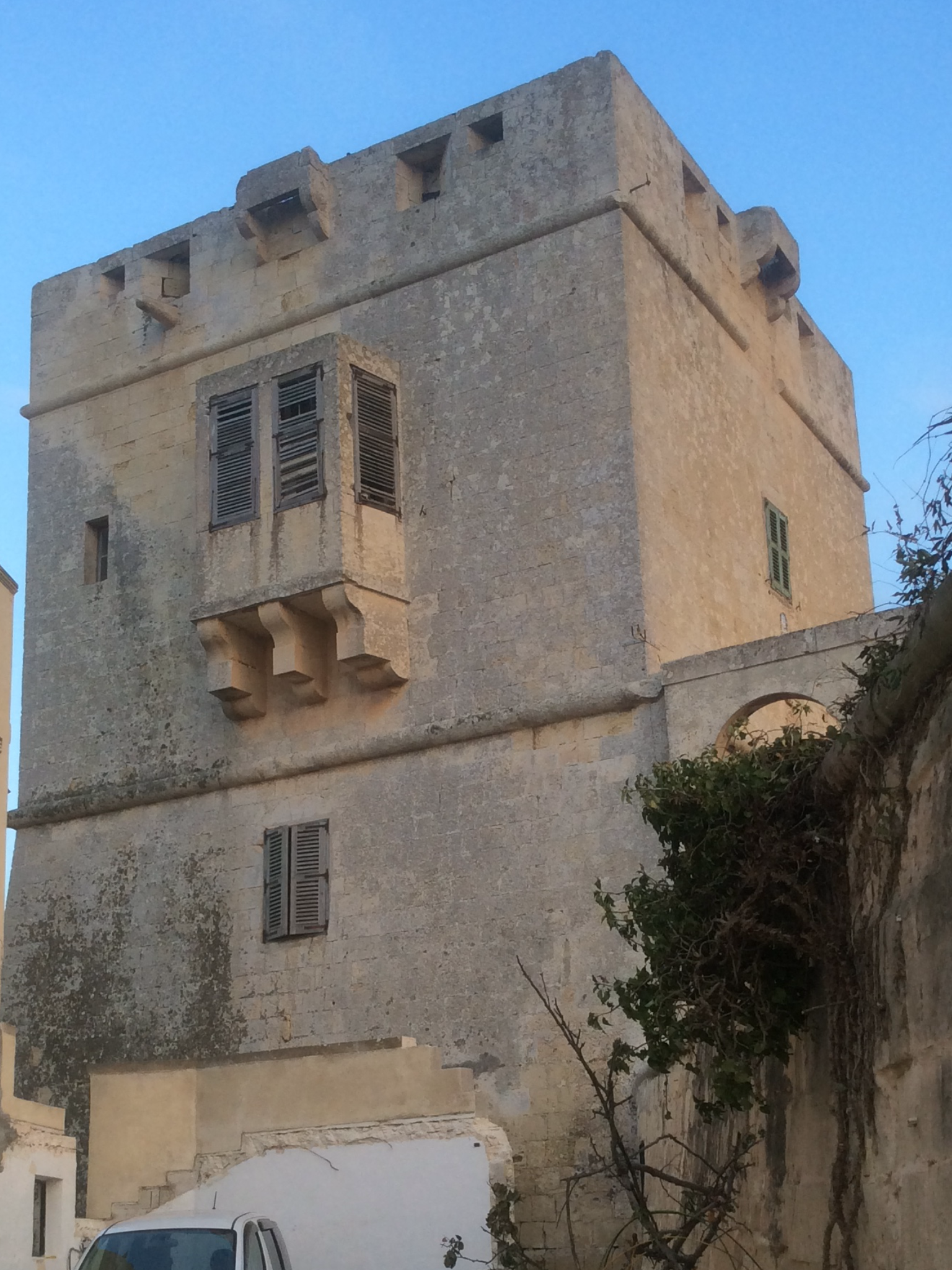
Wieża Kapitana
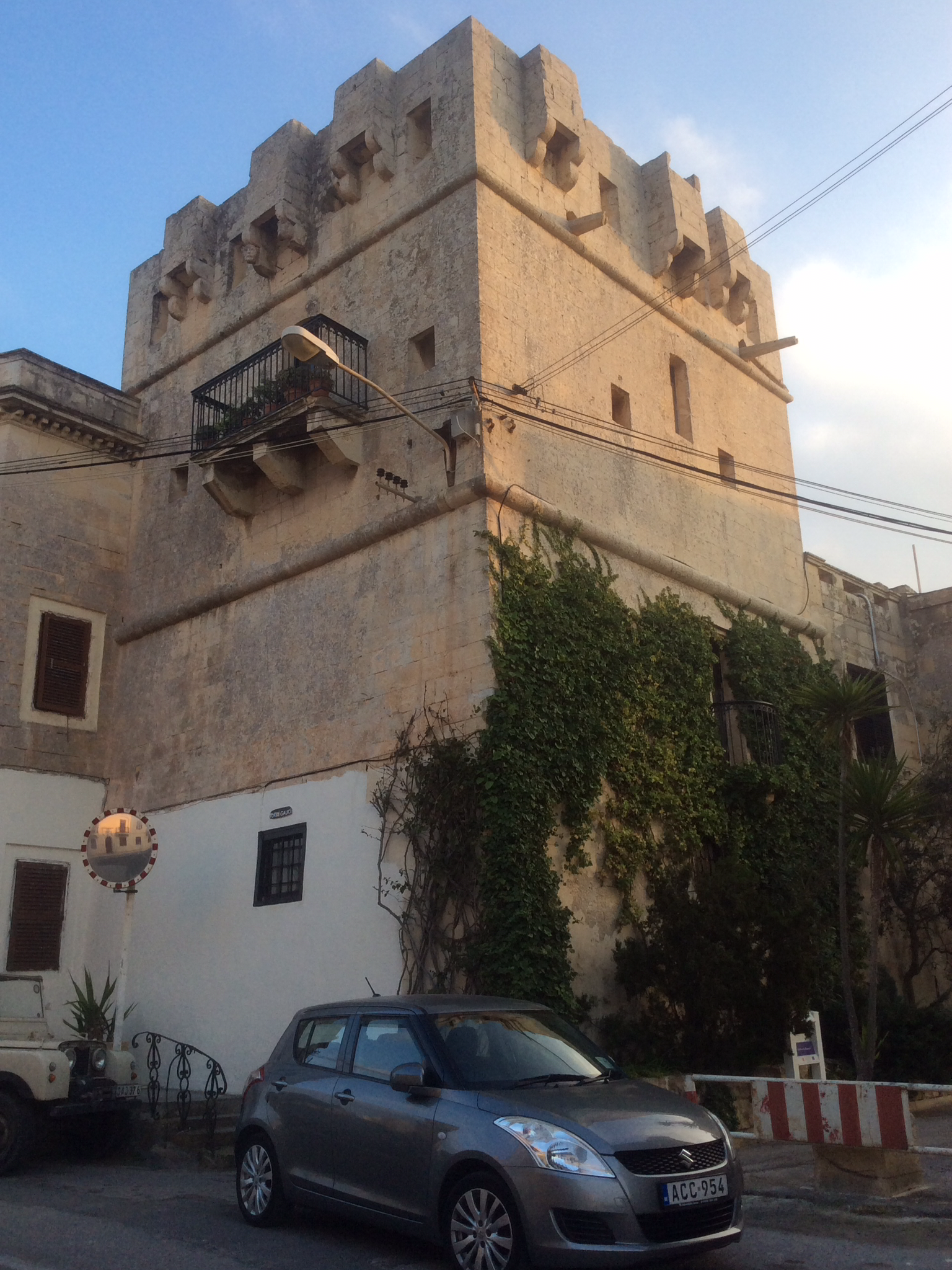
Wieża Gauci
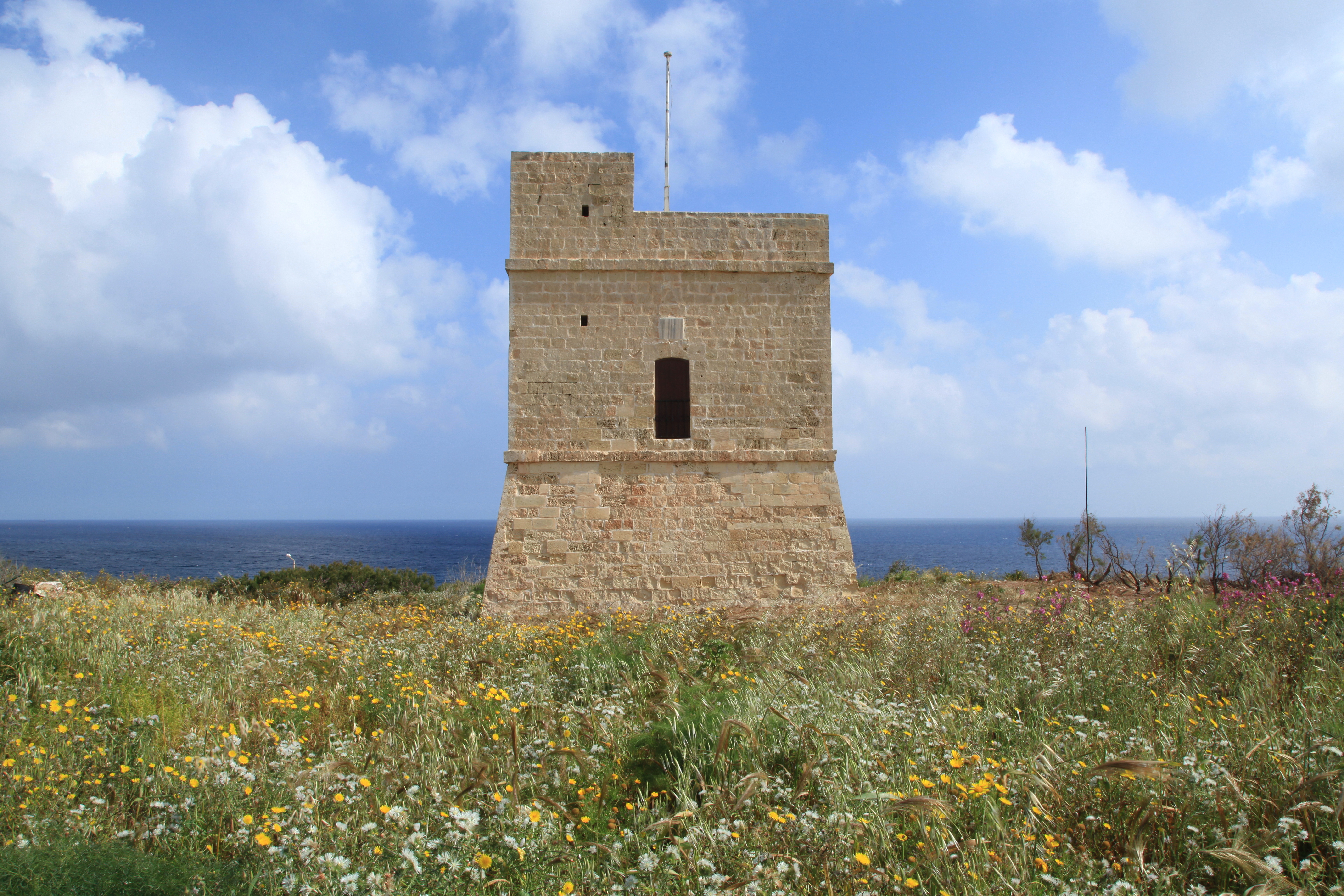
Wieża Għallis
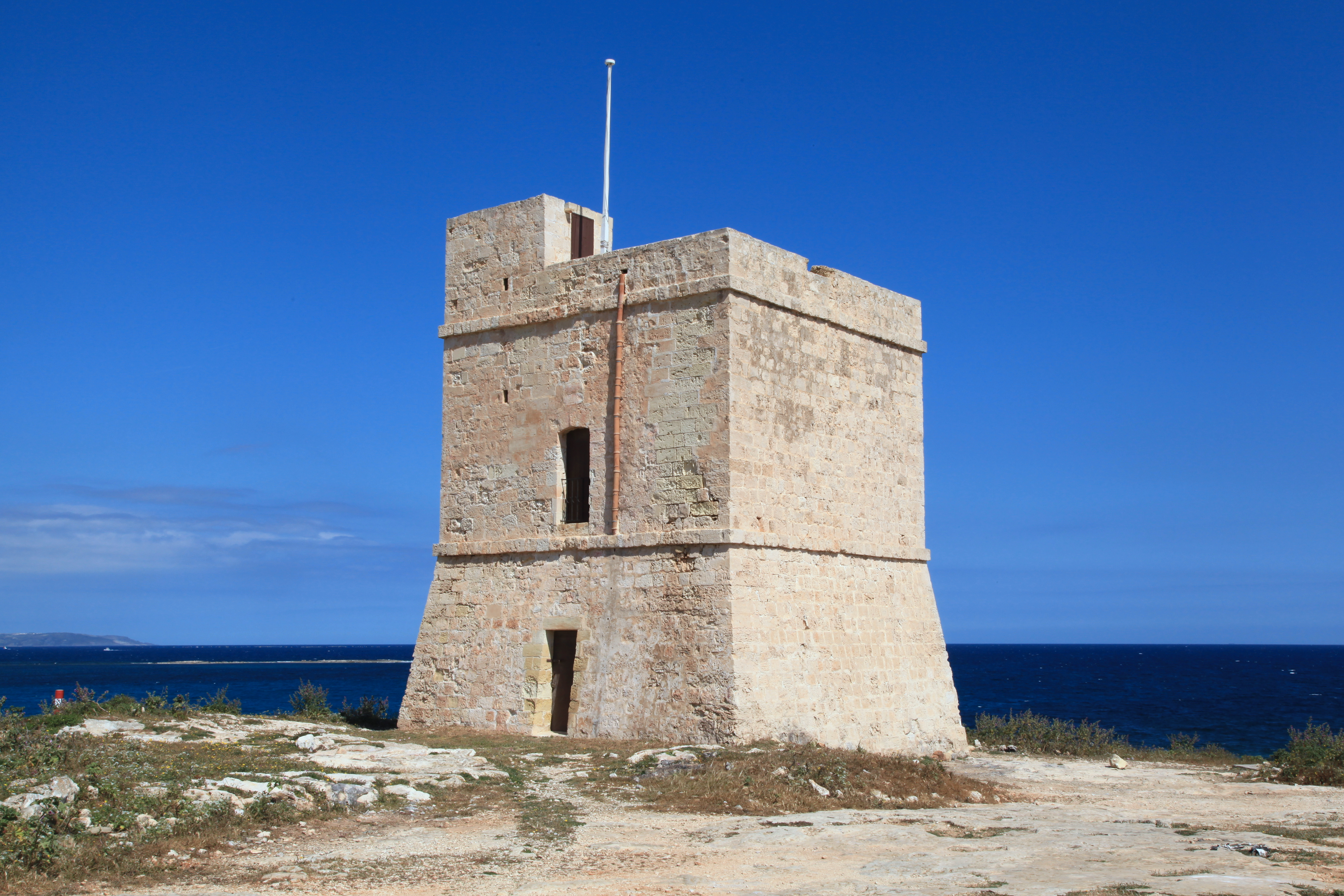
Wieża św. Marka
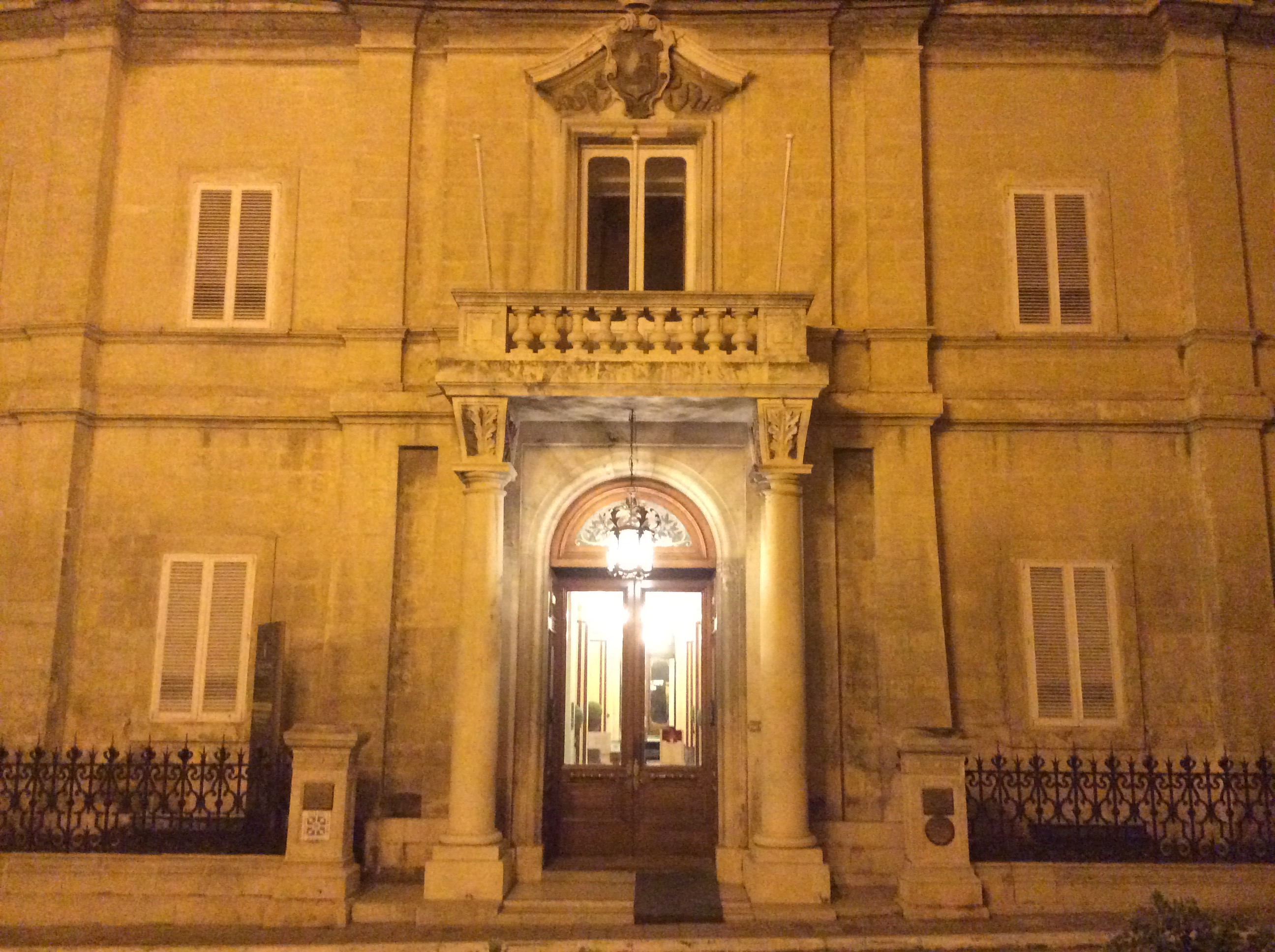
Palazzo Parisio
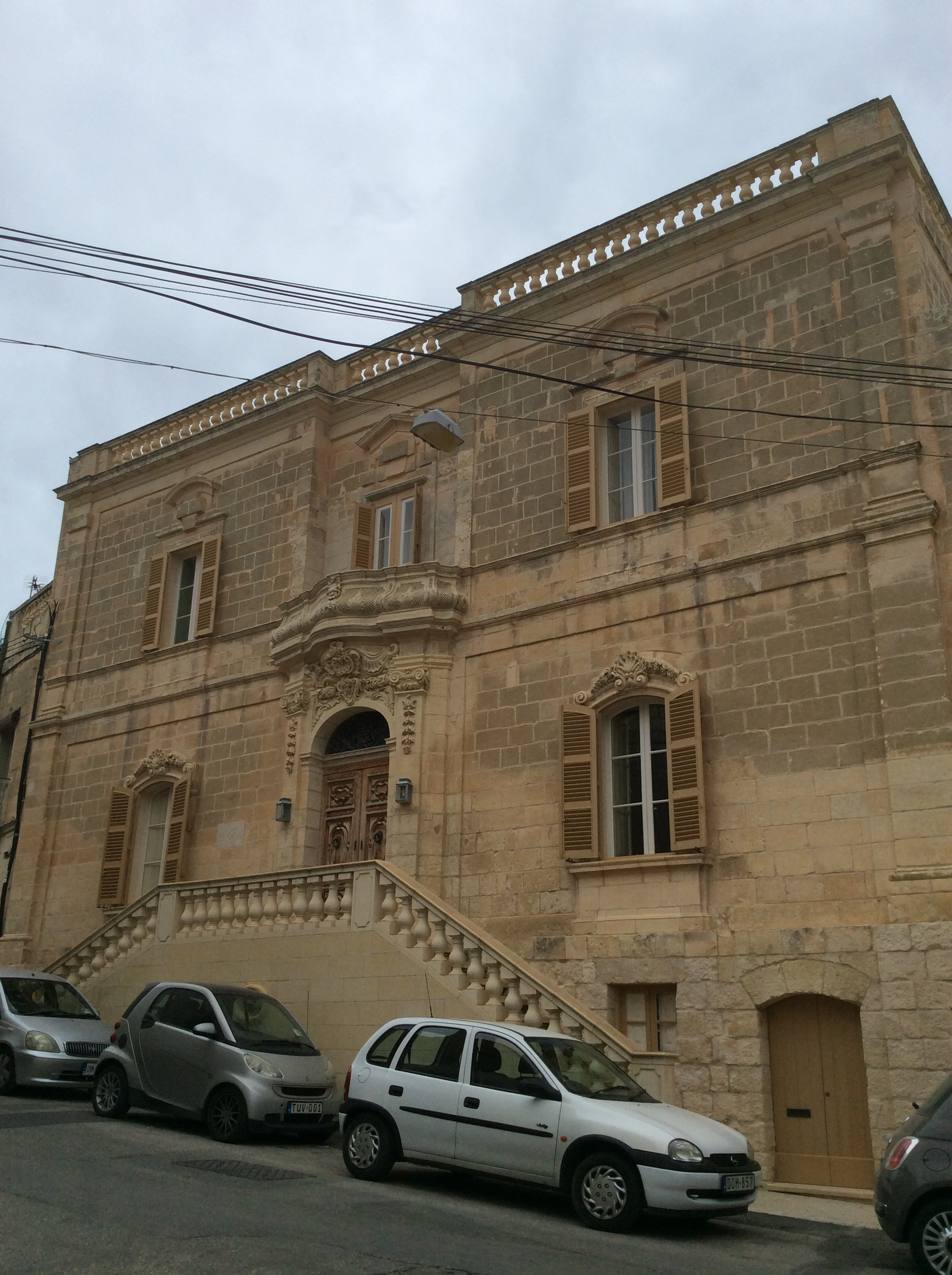
Palazzo Nasciaro
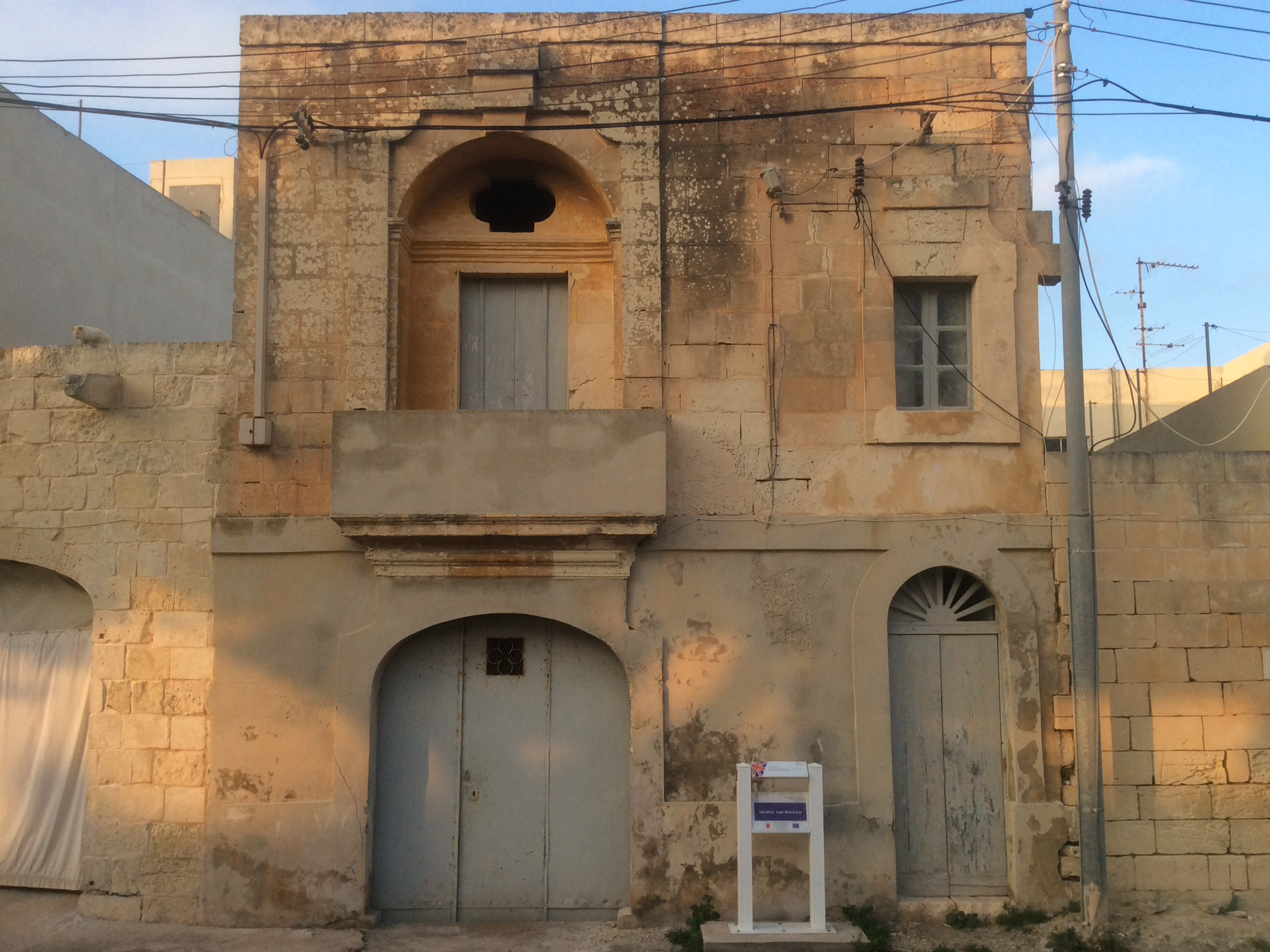
Hompesch Hunting Lodge
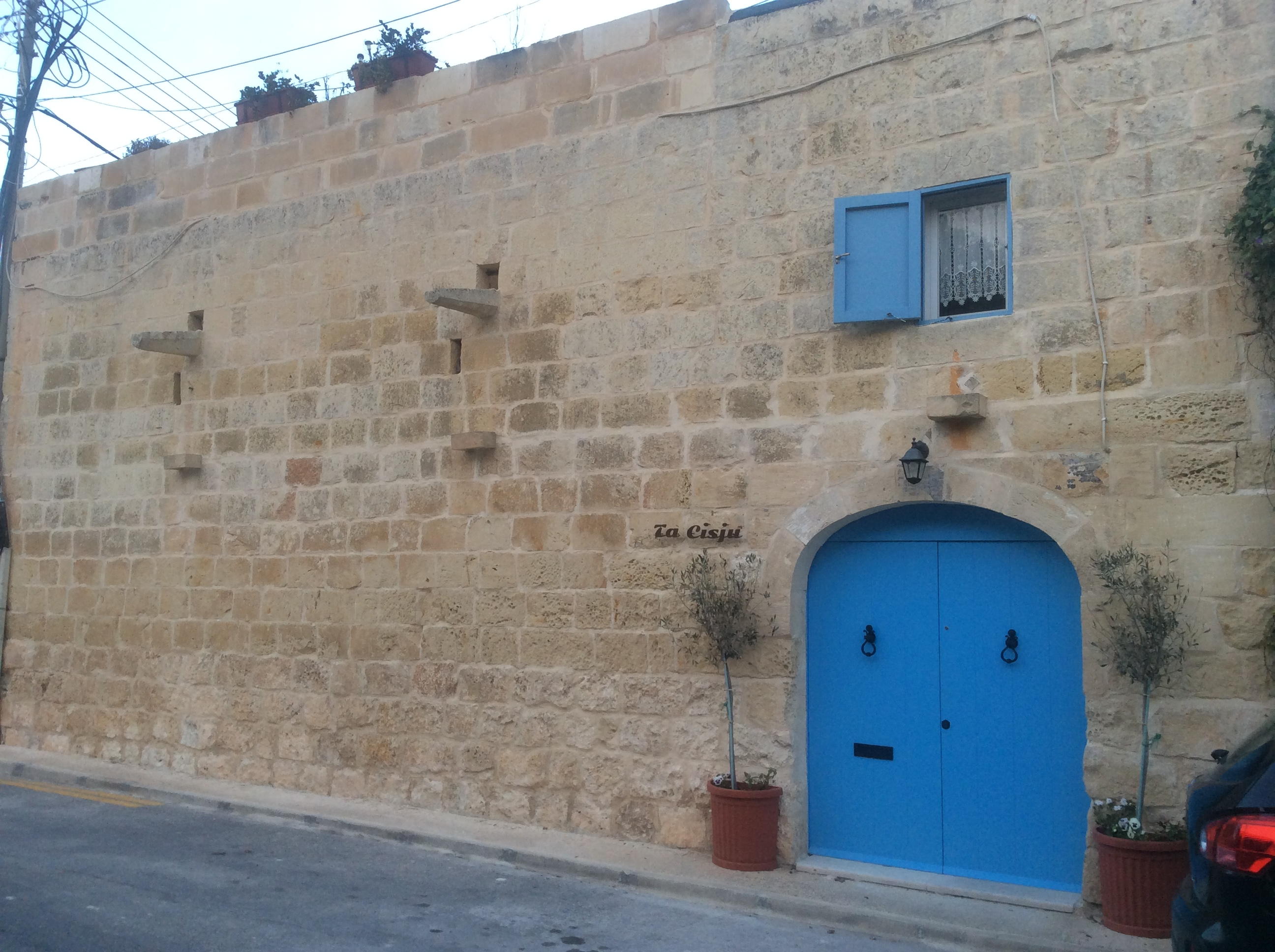
Ta' Cisju Farmhouse
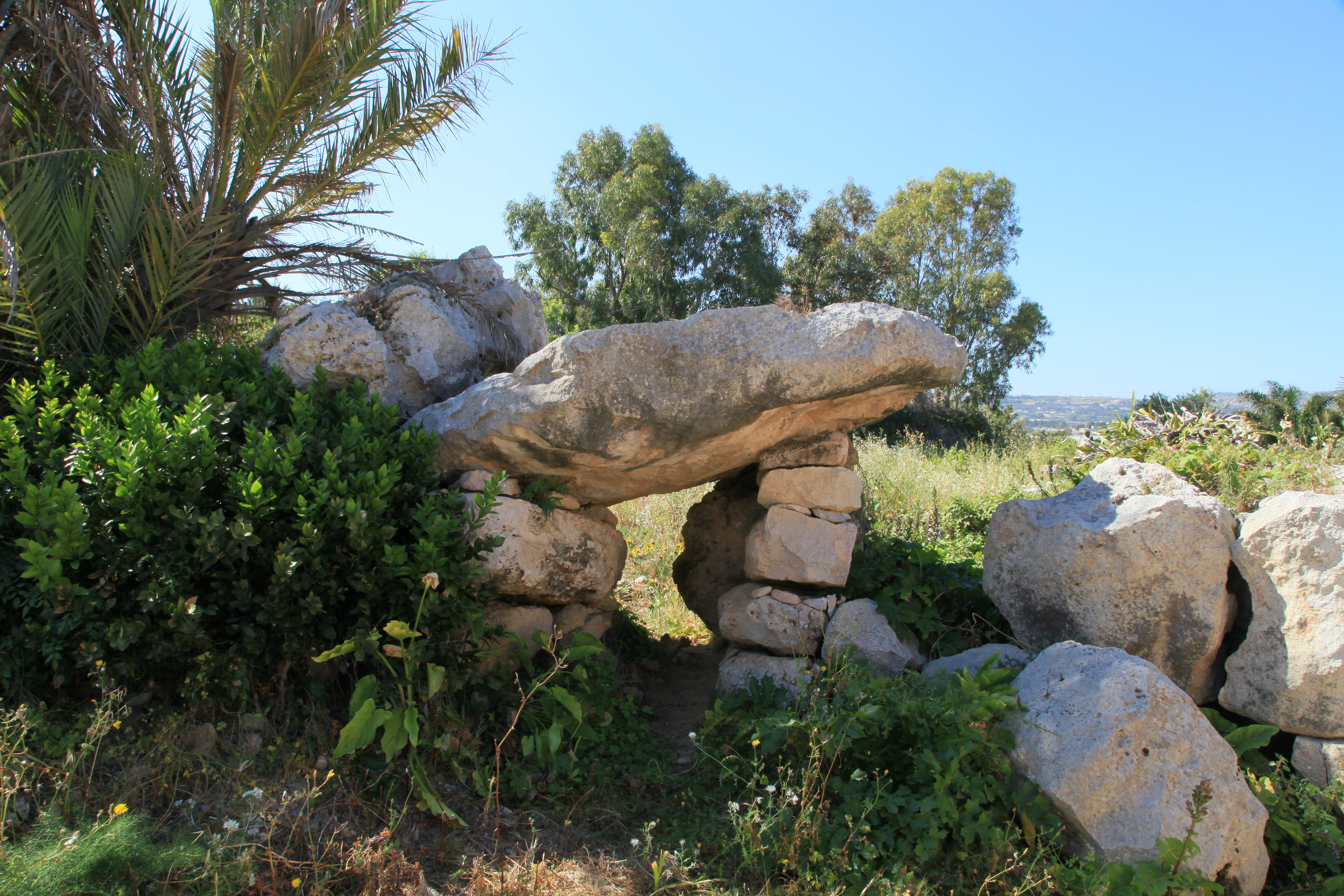
Tal-Qadi, ruiny megalitycznej świątyni
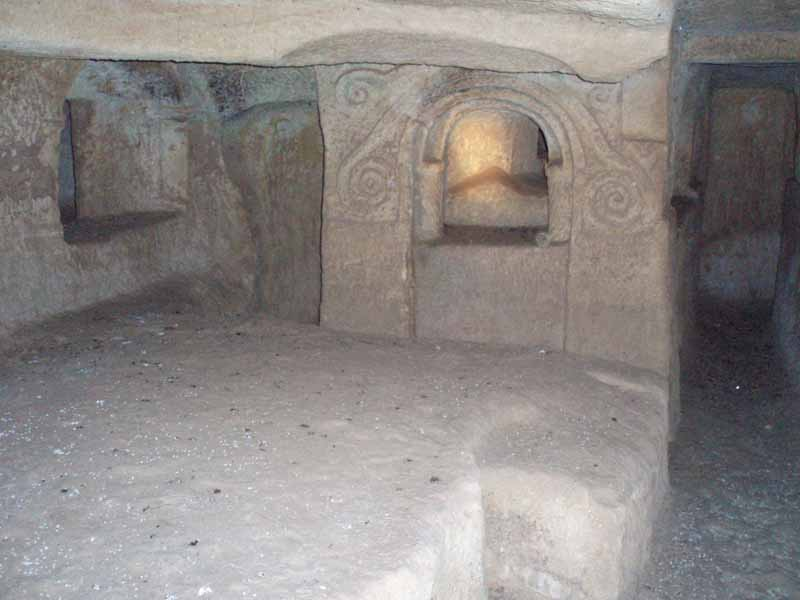
Katakumby Salina
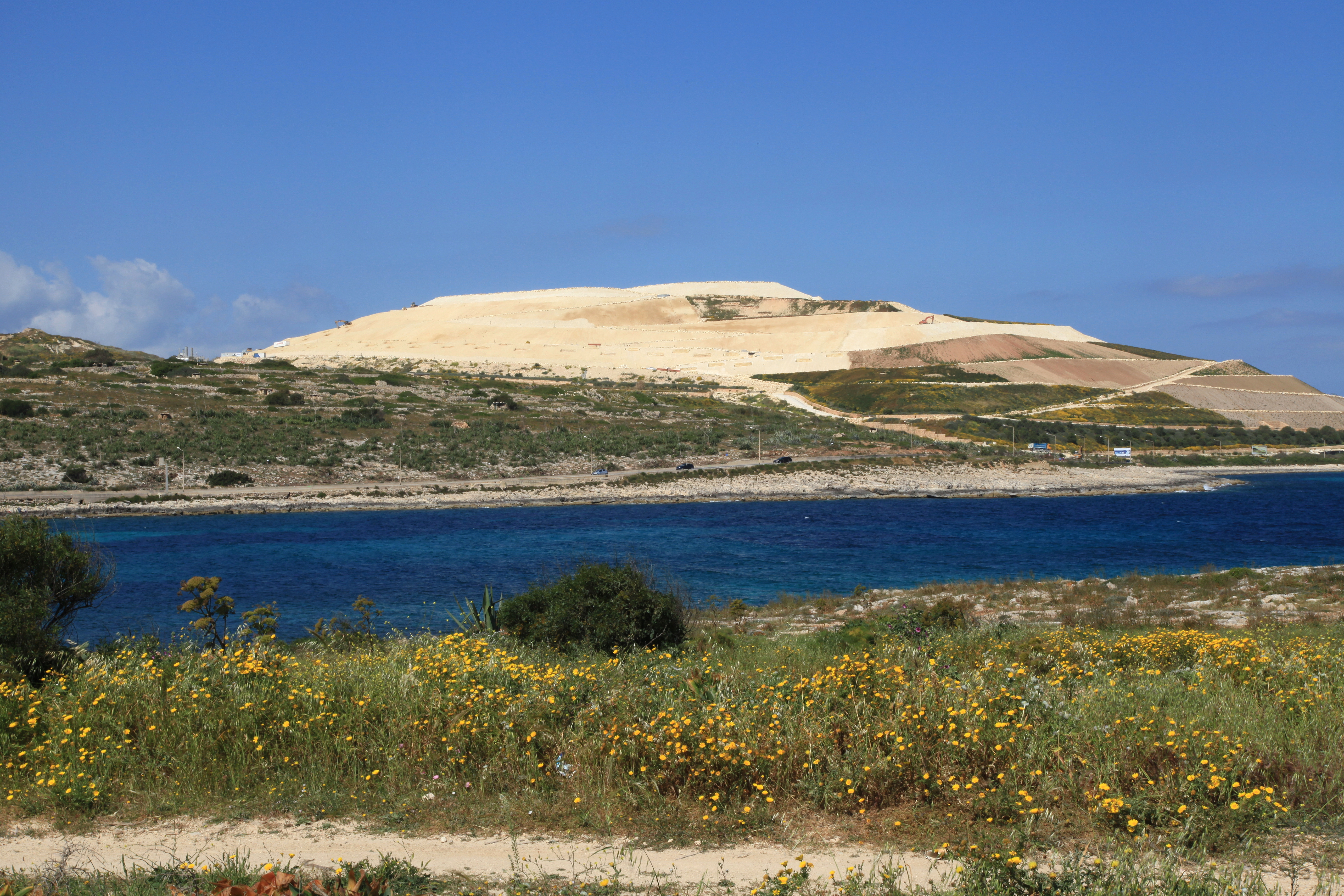
Maghtab
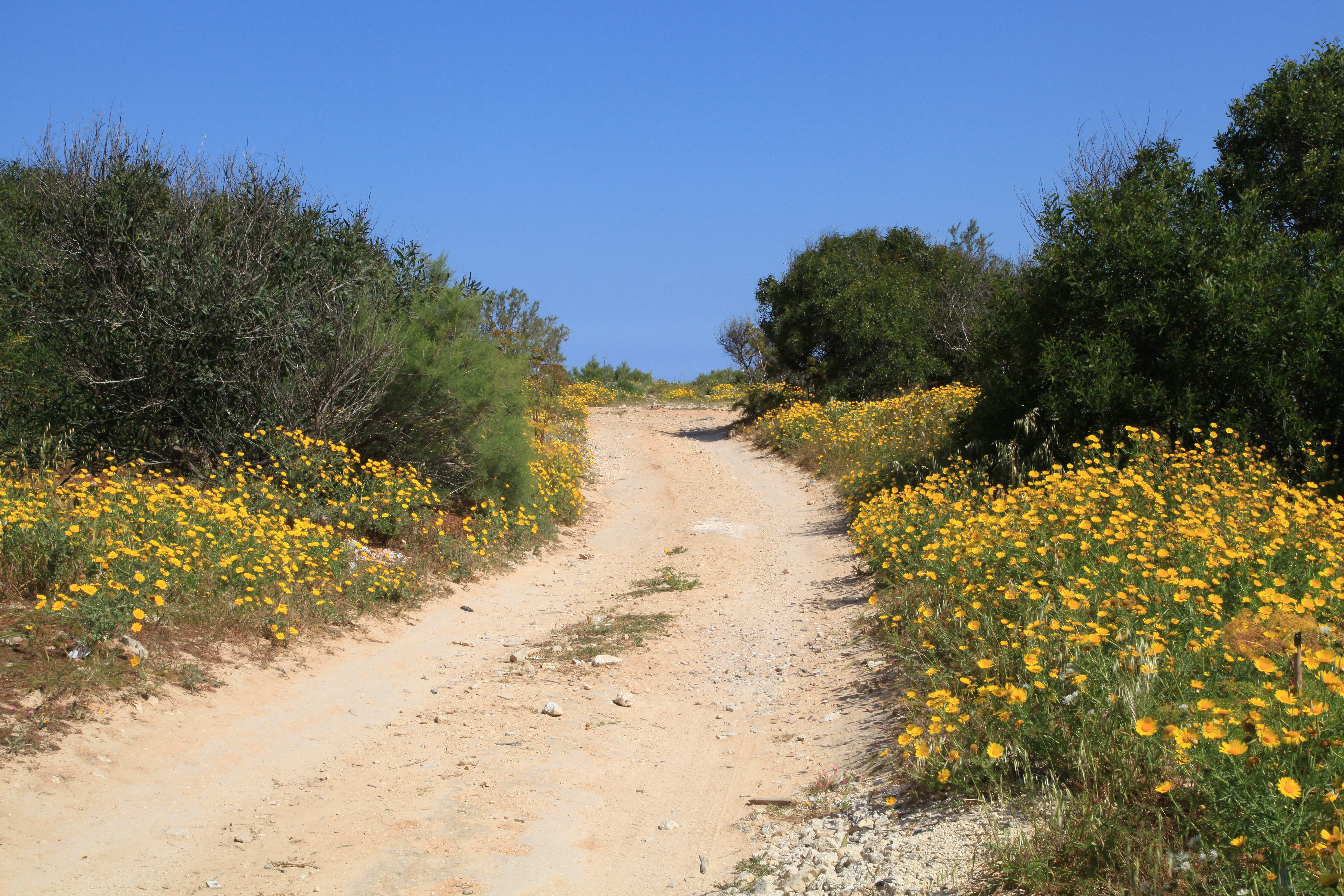
Półwysep św. Marka
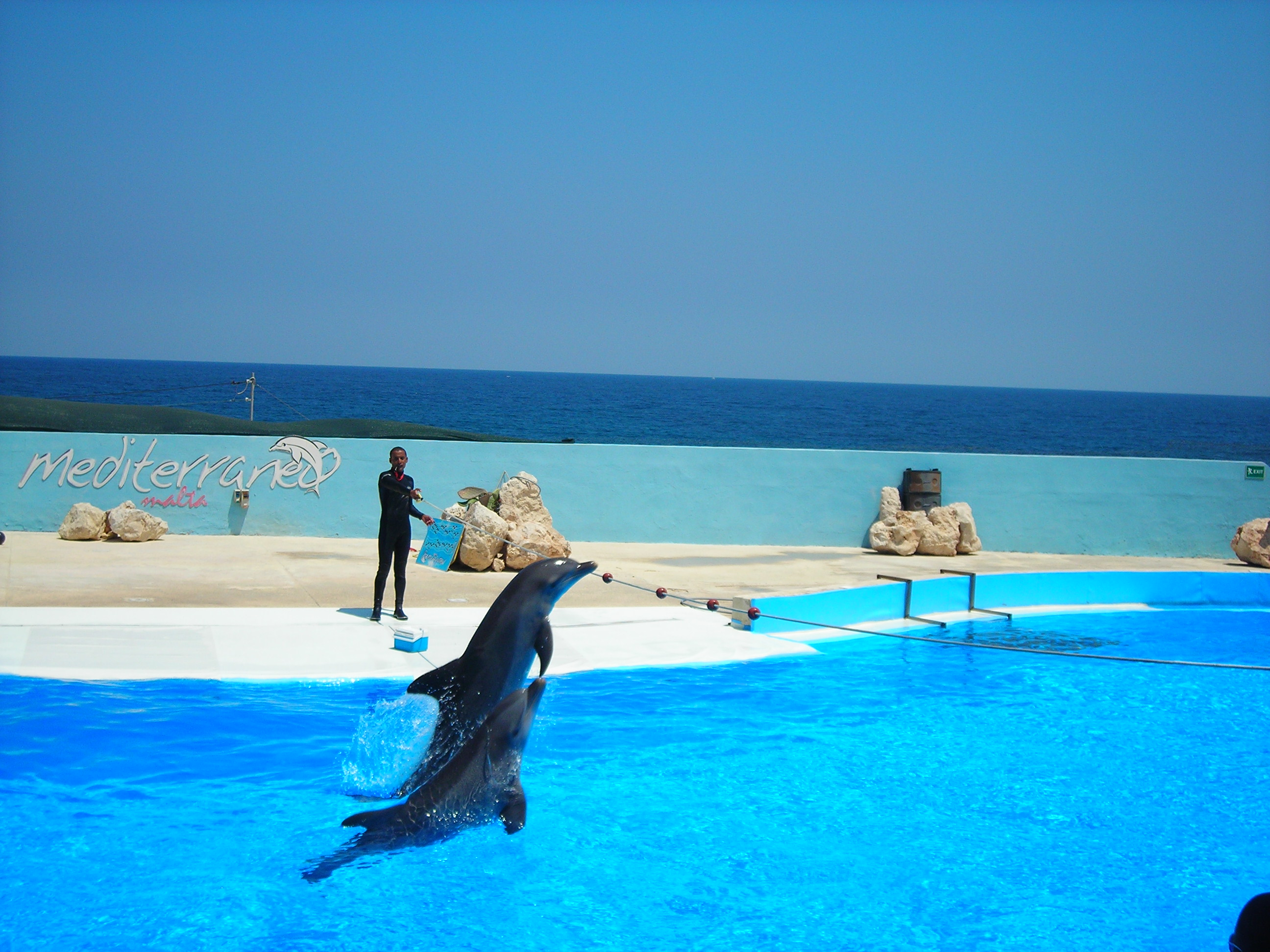
Mediterraneo Marine Park

## Sport
W miejscowości funkcjonuje klub piłkarski Naxxar Lions FC. Powstał w 1920 roku. Obecnie gra w Maltese Premier League, najwyższej lidze maltańskiej.